# هریش سالو
هریش سالو (به انگلیسی: Harish Salve) یک وکیل هندی است که در دیوان عالی هند فعالیت می‌کند. وی از اول نوامبر ۱۹۹۹ تا ۳ نوامبر ۲۰۰۲ به عنوان وکیل مدافع عمومی هند خدمت کرد. وی همچنین با پرونده کولبوشان جاداوو در دادگاه بین‌المللی دادگستری (دادگستری) مبارزه کرد. در ۱۶ ژانویه سال ۲۰۲۰ او به عنوان مشاورین ملکه در دادگاه‌های انگلیس و ولز منصوب شد.

## پیشینه و خانواده
هریش سالو در خانواده‌ای مراتی متولد شد. پدر وی، ان. کی. پی. سالو، حسابدار منشی و سیاستمدار برجسته کنگره ملی هند بود. مادرش، امبرییتی سلو، پزشک بود. پدربزرگ وی یک وکیل موفق کیفری بود و پدربزرگ و مادربزرگ وی مونیسی (قاضی فرعی) بود.
او تحصیلات خود را در دبیرستان سنت فرانسیس دیزالس، نقپور، مهاراشترا انجام داد. او حسابداری منشور خود را از دانشگاه Nagpur به پایان رساند. رئیس دادگستری هند شاراد اروین بابد همکلاسی وی در مدرسه بود. قبل از اینکه وکیل شود،
سالو نوازنده پیانو و عاشق موسیقی جاز است.

## حرفه
وی فعالیت قانونی خود را در سال ۱۹۸۰ آغاز کرد، ابتدا به عنوان کارورزی و بعداً به عنوان وکیل تمام وقت. در این مدت، او در پرونده مینروا میلز به پالچوالا کمک کرد (نقل قول پرونده: AIR 1980 SC 1789). بعداً سلو توسط دیوان عالی دهلی یک مشاور ارشد تعیین شد.
سلو در مواردی توسط دیوان عالی به عنوان Amicus curiae منصوب شد، بیشتر مربوط به حفظ محیط زیست. با این حال، در سال ۲۰۱۱، وی به دلیل اینکه قبلاً برای یکی از یا بیشتر طرفین حاضر شده بود، خود را از این مقام در جلسه استماع معدن غیرقانونی استعفا داد.
سالو نماینده وودافون در اختلاف مالیات ۲٫۵ میلیارد دلاری خود با دولت هند بود. وی در ابتدا پرونده را در دیوان عالی بمبئی از دست داد، اما بعداً پس از اقامت موقت در لندن و جابجایی دفتر خود در آنجا به دادگاه عالی رسید، تا تنها بر این پرونده متمرکز شود. سالو به دلیل تصویب گذشته نگر در قانون مالیات بر درآمد در بودجه اتحادیه ۲۰۱۲، که دولت دیوان عالی کشور را باطل می‌کند، بسیار سخت انتقاد کرد.